# Cher Démon
Cher Démon (titre original : Dear Devil) est une nouvelle de science-fiction d'Eric Frank Russell.
La nouvelle évoque l'activité d'un extraterrestre martien qui, sur une Terre post-apocalyptique, aide les humains survivants à retrouver espoir dans le futur.

## Parutions

### Parutions aux États-Unis
La nouvelle est parue initialement aux États-Unis dans Other Worlds Science Stories en  mai 1950.

### Parutions en France
La nouvelle a été publiée en France en 1969 dans Fiction no 192.
Elle a été rééditée en 1974 dans l'anthologie Histoires d'extraterrestres (rééditions en 1976, 1978, 1984, 1986 et 1997) et traduite en français par Bruno Martin (situation dans le recueil : p. 263 à 317).

### Publications dans d'autres pays occidentaux
- en italien : Caro Diavolo (1968)[3].
- en néerlandais : Duiveltjelief (1971)[4].
- en allemand : Geliebter Teufel (1979)[5] ; en 1980 : Lieber Teufel[6].
- en croate : Drago čudovište (1981)[7].

## Résumé
Un vaisseau spatial martien d'exploration arrive sur Terre, dévastée à la suite d'une guerre nucléaire totale. Les extraterrestres ne découvrent que ruines et désolation. Toutefois, l'un des membres de l'équipage, le poète Fander, trouve une certaine poésie à cette planète atomisée. Il demande à pouvoir y rester pendant un certain temps. Le capitaine du vaisseau répond qu'il ne peut pas s'y opposer mais prévient Fander : il ne sera pas récupéré avant de nombreuses années terrestres. Fander accepte. Il est laissé sur la planète avec un petit vaisseau de transport, des vivres, des outils.
Les premiers mois, Fander ne rencontre pas âme qui vive. Il finit par rencontrer des humains, en l’occurrence des enfants. Communiquant par voie télépathique, Fander parvient à comprendre que les enfants voient dans son apparence physique un « démon », le diable tel qu'on se le représentait jadis. Les tentacules du Martien font peur. Mais au fil des jours, Fander « apprivoise » les humains et ces derniers sympathisent avec lui.
Par la suite, Fander rencontre Grison, un homme d'une cinquantaine d'années qui lui révèle ce qu'il s'est passé sur Terre. À la suite d'une guerre nucléaire et bactériologique, les villes humaines ont toutes été détruites et les rares survivants ont été atteints de la Nouvelle Peste. L'hécatombe a été effroyable et des mesures de confinement et d'évitement des rapports sociaux ont été prises. Maintenant, l'épidémie a disparu mais les rares survivants peinent à survivre, sans outils ni espoir.
Grâce à l’action de Fander, les humains créent un petit village, récupèrent des engins utilisés par leurs ancêtres et recréent une vie sociale. Ils parcourent le pays, ramènent avec le petit vaisseau spatial de Fander d'autres survivants. La communauté s'accroît. Des mariages ont lieu, des naissances surviennent. Les humains assimilent la technologie martienne et créent de petits vaisseaux spatiaux. La civilisation renaît. Fander crée un grand poème lyrique sur l'amitié entre les Terriens et les Martiens, avec une inscription du poème sur une tablette de pierre et une double traduction dans les deux langues.
Vingt ans se sont passés. Un jour, Fander avertit ses amis : il va subir ce que les Martiens appellent « l'amafa », une sorte de repli catatonique d'une durée variable, voire définitive. Fander se fait enfermer dans une grotte et demande à ne pas être dérangé jusqu'à son réveil, à moins qu'il ne se réveille jamais.
Deux ans après, un second vaisseau spatial martien d'exploration revient sur Terre. Il détecte rapidement l'activité de la ville humaine. Quand le capitaine du détachement martien fait la connaissance des humains, il est surpris de constater que ces derniers n'ont pas peur de lui et qu'ils savent même communiquer avec lui par télépathie ! Il apprend l'existence de Fander et lit le poème. Il apprend que son compatriote est en pleine « amafa ». Il propose de faire appel au médecin de l'équipage martien pour savoir si Fander est susceptible de se réveiller à court, moyen ou long terme. Le médecin martien est donc amené à la grotte où Fander vit son amafa. Quelque temps après, quand il sort de la grotte, plusieurs milliers d'humains sont là, autour de l'entrée de la grotte, dans l'attente de son avis. Il révèle au capitaine, qui transmet l'information aux humains, que Fander sortira de son amafa dans trois semaines environ. 
Les humains réunis en foule crient, hurlent, applaudissent, pleurent : la joie de revoir leur « Cher Démon » est à son comble.

## Distinction
La nouvelle a été classée au cinquième rang du prix Retro Hugo de la meilleure nouvelle longue (« Best Novelette ») 1951 décerné en 2001.